# 三省肥蛛
三省肥蛛（学名：Larinia triprovina）为园蛛科肥蛛属的动物。在中国大陆，分布于云南、江西、湖南等地。该物种的模式产地在云南、江西、湖南。